# Fernando Molano Vargas
Fernando Molano Vargas (Bogotá, 9 de julio de 1961-ibídem, 10 de abril de 1998) fue un escritor y crítico literario colombiano, conocido por sus novelas Un beso de Dick (1992), ganadora del premio de la Cámara de Comercio de Medellín de 1992, y Vista desde una acera (2012), consideradas por muchos como novelas de culto.

## Biografía[2]
Fernando Molano nació en Bogotá el 9 de julio de 1961 en una familia de clase media-baja conformada por sus padres, dos hermanas y cuatro hermanos. Estudió en distintos colegios de la ciudad, entre ellos el Colegio Distrital Jorge Eliécer Gaitán (Calle 66A # 43-25 / 44-35) ubicado en el barrio Modelo. Desde joven empezó a trabajar junto a su padre en un taller de rebobinar motores en busca de contribuir económicamente en su hogar. Su pasatiempo favorito era caminar solo por la ciudad, perderse en ella y descubrir nuevos lugares.
Su gusto por la literatura nació en su infancia tras descubrir las obras de Charles Dickens. Posteriormente se interesó por autores como Julio Verne, Mark Twain, Albert Camus, Franz Kafka, Jean-Paul Sartre, León Tolstói y Fiódor Dostoyevski.

#### Educación
En su juventud temprana, entró a estudiar Arquitectura en la Universidad Piloto, pero debido a problemas económicos se retiró y empezó la carrera de Ingeniería electrónica en la misma universidad; allí continuó hasta que tomó la decisión de retirarse para ingresar a la Universidad Pedagógica para estudiar la carrera de Lingüística y Literatura en 1985, ya que las humanidades, la poesía y las letras le apasionaban. Algunos de los maestros que acompañaron su proceso de formación fueron los autores y críticos literarios Consuelo Triviño, Guillermo Alberto Arévalo, Jairo Aníbal Niño, Juan Gómez y David Jiménez Panesso (Maestro de Literatura Universal y Crítica literaria).
Era admirado por sus compañeros a causa de su inteligencia, disciplina, pasión y amor por el conocimiento; esto no solo se veía evidenciado en la literatura, Molano también era un apasionado de la pintura, las artes plásticas y el cine clásico. En cuanto a su formación literaria, algunos autores que tuvieron trasfondo en su trabajo fueron Camus, Dostoievski, Flaubert, Joyce, Kafka, Proust, Sartre y Tolstoi; al igual que era un gran amante de los cuentos de hadas.  
El primer escrito que se conoce de su autoría es un cuento llamado  “La boca” con el cual ganó el primer lugar en el primer concurso de cuento que convocó Proartes en 1987. Su primer logro que le demostró que tenía lo necesario para ser un autor.

#### Diego
Diego Molina (de verdadero nombre Hugo) es un nombre indispensable para poder hablar de la vida y obra de Molano, ya que fue el amor de su vida, su compañero de carrera y su musa. Entraron juntos a estudiar Lingüística y Literatura y se acompañaron hasta que la enfermedad se hizo evidente en el cuerpo de Diego, confirmando también que Molano estaba contagiado.
Diego fue una de las primeras víctimas del SIDA en Colombia. La migraña, la fiebre y la pérdida de peso fueron lo que le impidieron continuar con sus estudios, lo cual llevó a Molano a tomar la decisión de retirarse también de la carrera para, de esta manera, poder cuidar de Diego, ayudarlo económicamente y también empezar a cuidar su propia enfermedad. Se acompañaron en su agonía hasta el final.

La muerte visitó a Diego cuando les faltaban dos años para terminar la carrera. Molano estuvo tan afectado que decidió no retomar la universidad, sino que prefirió esperar a la muerte para reencontrarse con su amor, alejándose incluso por meses de sus amistades. Empezó la tarea de tallar el epitafio en la lápida de Diego, labor de un mes, en donde transcribió el poema “Partir” de Héctor Ignacio Rodríguez.
Sencillamente
sin un solo poema en los bolsillos
ni el calor de la ropa hecha por madre.
Así como hemos llegado partiremos
Sólo el cuerpo frágil la sombra de un árbol
un eco repitiendo que ella no dormirá en casa
y por último
siempre de último el silencio
ese monje virtuoso lejanamente blanco.
Por último, una frase del mismo autor en su poema 11 P.M. 
En donde quiera que estés, te doy un beso, buenas noches, mi amor.
Tras los 5 años (tiempo reglamentario para exhumar cuerpos en Colombia), Molano había tomado la decisión de organizar una reunión para enterrar las cenizas de Diego en el parque nacional, en una zona en la que habían compartido varios momentos juntos. Así fue, se enterraron las cenizas y se plantó un árbol, mientras de fondo se escuchaba Los genios no deben morir de Mecano.

#### Últimos años
En tanto su enfermedad iba creciendo y la depresión lo afectaba, la producción literaria de Molano se volvió más tardía; sin embargo, estos no fueron los únicos problemas que lo aquejaban, en su hogar debía ayudar a su familia, ya que sus padres estaban enfermos y rechazaban el que fuera homosexual, además del hecho de que no produjera ingresos para aportar económicamente. En esta época de su vida, vivió en la calle 68, aún en el barrio Modelo, junto a sus padres y su hermano, Jorge, quien fue el único que le brindaba apoyo. Molano fue el enfermero de su madre y cuidó de ella hasta que muriera a causa de la Artritis. En este ambiente fue en donde dio inicio la creación de Un beso de Dick.
Con la herencia que le dejó la muerte de sus padres, se mudó junto a su hermano a la localidad de Chapinero, en donde dio por terminada su obra para enviarla al concurso de la Cámara de Comercio de Medellín del cual resultó ganador. Los jurados del premio fueron Fernando Soto Aparicio, Héctor Abad Faciolince y Carlos José Restrepo. El título se inspira en un episodio de Oliver Twist, novela de Charles Dickens.
En 1995 recibió una Beca de Creación de Colcultura para acabar una novela en la que estaba trabajando. Dos años después, para cumplir los requerimientos de la beca, entregó un borrador corregido, que sería encontrado años después de su muerte entre los archivos de la Luis Ángel Arango, fruto del trabajo de una amiga del autor. Vista desde una acera permaneció inédita durante casi quince años hasta que en 2012 fue publicada en Colombia por la editorial Seix Barral. 
En su último año de Vida, Molano ingresó a la Universidad Nacional en donde estudió Cine y Televisión hasta que sus estudios se vieron truncados por la  enfermedad y la llegada de la muerte.  
Sus últimos días los vivió en el callejón de la muerte, en donde se encontraban todos los pacientes terminales, de la Clínica San Pedro Claver del Instituto de Seguros Sociales. Fernando Molano falleció en la madrugada del 10 de abril de 1998, por la misma causa que la de Diego, el amor de su vida. Su hermano hizo caso al deseo de Molano, sus cenizas fueron enterradas en el mismo lugar en el que se habían enterrado las de Diego, años atrás en el parque nacional.
A comienzos del 2019, la editorial Seix Barral lanzó una reedición de Un beso de Dick, prologada por el crítico de cine Pedro Adrián Zuluaga.
En noviembre de 2020,  Seix Barral lanzó en las librerías de Colombia un sentido libro biográfico acerca de Molano llamado Todas las cosas y ninguna, escrito por Pedro Adrián Zuluaga. 
El nombre de esta biografía hace referencia al ensayo homónimo escrito por Adrián y Fernando (Diego y el propio Molano)  en Vista desde una acera. Finalmente el libro fue presentado el 10 de diciembre de 2020.

## Obra

### Novelas
- Un beso de Dick (1992)
- Vista desde una acera (2012)

### Poesía
- Todas mis cosas en tus bolsillos (1997)

### Colecciones
- Lo bello y las mariposas y otros textos (2023)